# 79271 Bellagio
79271 Bellagio è un asteroide della fascia principale. Scoperto nel 1995, presenta un'orbita caratterizzata da un semiasse maggiore pari a Template:2,2307460 e da un'eccentricità di 0,1946663, inclinata di 5,07041° rispetto all'eclittica.
L'asteroide è dedicato all'omonima località italiana.